# Villa del Barón

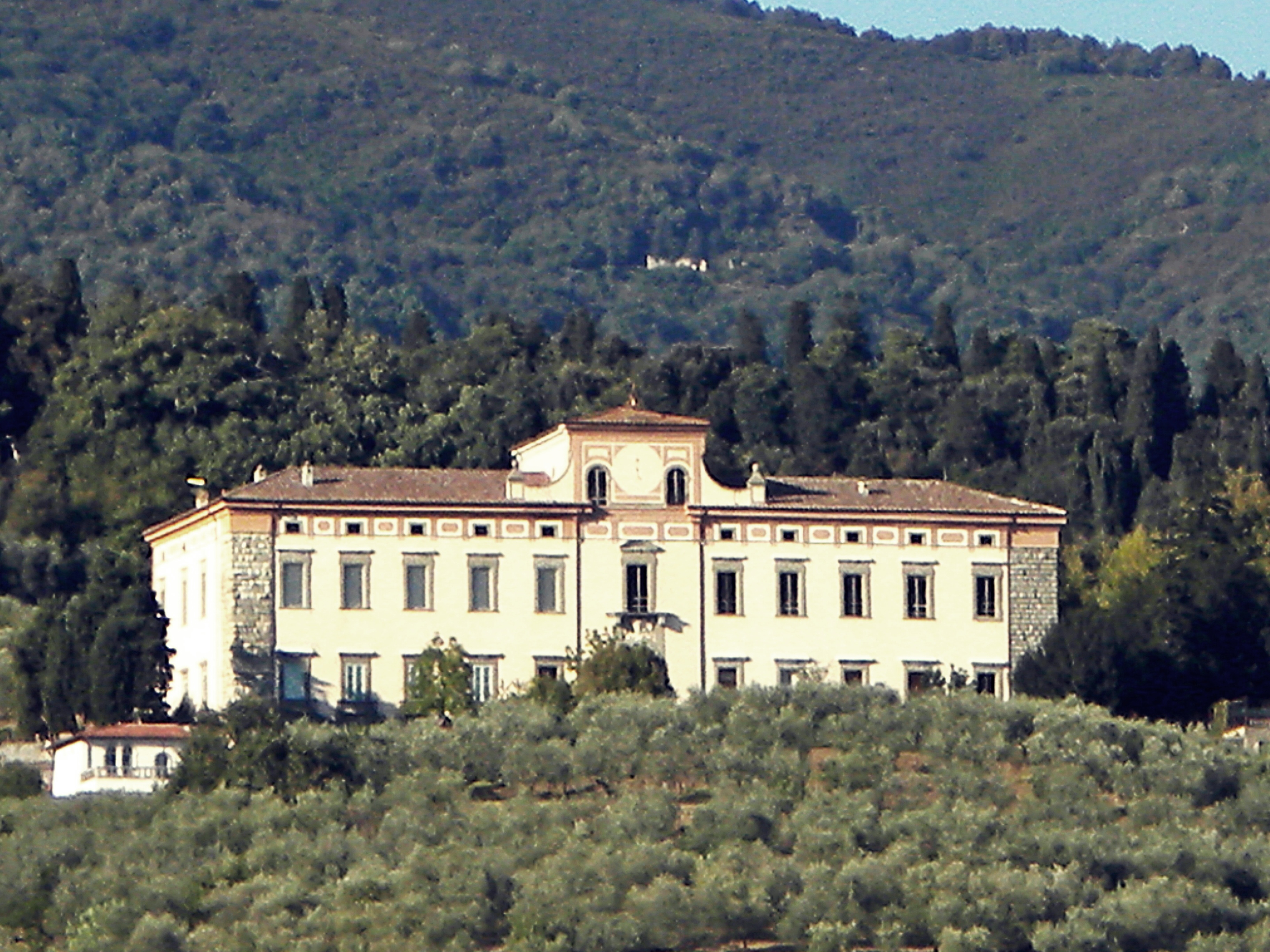
Villa del Barone

La Villa del Barone es un palacio aristocrático rural de estilo renacentista situado en el barrio rural de Bagnolo di Sopra, ubicado dentro de los límites de la ciudad de Montemurlo, provincia de Prato, región de Toscana, Italia. 
La villa con sus propiedades asociadas perteneció a la familia Tempi, Luego perteneció a Baccio Valori en el siglo XV, a quien fue confiscada por Cosme de Medici, que se la concedió a la familia Rossi. Finalmente perteneció a la familia Vettori. 